# James Peace
Kenneth James Peace (nascido em Paisley, 28 de setembro de 1963) é um compositor escocês, pianista de concertos e desenhador. 

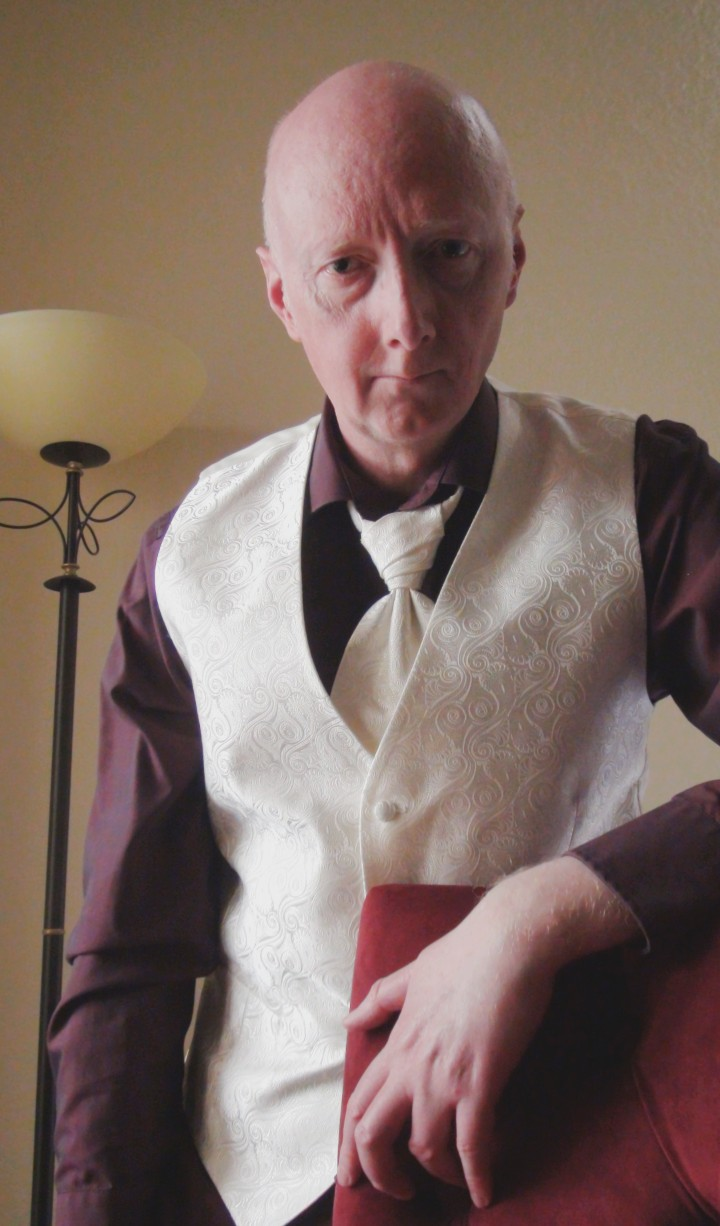
James Peace em casa em Wiesbaden (Alemanha)

## Biografia
K. James Peace nasceu em Paisley (Escócia) a 28 de setembro 1963. Passou a maior parte da sua infância em Helensburgh, um resort na costa no oeste da Escócia. A sua família tinha muitos artistas (por exemplo, John McGhie), e tem também parente de Felix Burns (por parte da mãe), um famoso compositor de música para dançar na primeira metade do século XX. Teve aulas de piano desde os oito anos de idade e deu o seu primeiro concerto público com catorze anos de idade, tocando música de Scott Joplin. Foi indicado como organista a Igreja de «St. Andrew» em Dumbarton um ano mais tarde, e com dezasseis anos de idade pode iniciar uma formação formal na Academia Real Escocesa de Música e Teatro (agora chamado: «Conservatório Real da Escócia») sendo o seu aluno mais jovem de sempre. Em 1983 licenciou-se pela Universidade de Glasgow em ensino e atuação de piano. No ano seguinte recebeu um diploma de atuação após tocar o Concerto para Piano n.º1 de Mendelssohn com a Orquestra RSAMD. Após deixar os estudos formais foi mais procurado como pianista autônomo e viveu em Edimburgo de 1988 a 1991.
Desde 1991, James Peace viveu em Bad Nauheim, Alemanha. Desde 1998 fez um estudo de tango, produzindo o CD Tango escocés (Tango Escocês) das suas composições inspiradas em tango e tornou-se membro (em inglês: «Fellow») do «Victoria College of Music». Em 2002 fez turnês no norte da Alemanha em Setembro e no Extremo Oriente em outubro/novembro, e estreou em Hong Kong o seu «Tango XVII». Em Tóquio recebeu a Medalha Comemorativa da Associação Internacional de Piano Duo.
Nos anos seguintes, os seus concertos concentram-se na Europa, mostrando os seus próprios tangos nas seguintes cidades capitais: Amesterdão, Atenas, Berlim, Bruxelas, Helsínquia, Lisboa, Londres, Madrid, Oslo, Reiquiavique e Viena.
Em 2008 foi agraciado com membro (em inglês: «Fellow») do «London College of Music» em reconhecimento dos seus serviços ao tango e no mesmo ano recebeu uma medalha de ouro da «Académie de Lutèce» em Paris.
Após um curto período em Edimburgo, voltou a viver em Wiesbaden, Alemanha, em fevereiro de 2010. Isto levou a novos impulsos criativos e fez curtas metragens de algumas das suas composições. O filme documentário K. James Peace em Wiesbaden está entre os seus trabalhos neste género.

## Prêmios e honras
O Prêmio E.I.S. (acompanhamento de piano), Glasgow 1984 (primeiro prêmio)
O Prêmio Sibelius de dissertação, 1985 (primeiro prêmio)
O TIM Concurso Internacional de Composição, Roma, 2000 (um diploma concedido por seus dois primeiros tangos)
O Fundação IBLA, Nova york, 2002 (um diploma concedido por seus tangos op.26)
A Associação Internacional de Duo de Piano, Tóquio, 2002 (a Grande-Medalha)
A Associação Internacional de Lutèce, Paris, 2008 (a medalha de ouro)

## Obras marcantes
1. A cachoeira, op.3 para flauta e piano
2. Idyll op.4 para corne inglês
3. Aubade op.9 para corne inglês e orquestra de cordas
4. Lento Lacrimoso op.10 para violoncelo e piano
5. Folhas esquecidas op.12 para violoncelo e orquestra
6. Sonata op.16 para oboé e piano
7. Balada op.18 para orquestra sinfónica
8. Marcha solene nº 1 op.19 para órgão e orquestra
9. Marcha solene nº 2 op.23 para orquestra
10. Ouro de outono op.25 para clarinete e quarteto de cordas[18]
11. Canção eterna op.32 para soprano e orquestra[1]
12. 24 Tangos para piano[1][18][19]